# Южна онцила
Южната онцила (Leopardus guttulus) е дребен хищник от семейство Коткови (Felidae). Видът е местен за Бразилия, Аржентина и Парагвай.